# حدث (سنحان)

تعديل مصدري - تعديل

حدث هي إحدى قرى عزلة خمس الوادي الأوسط بمديرية سنحان التابعة لمحافظة صنعاء، بلغ تعداد سكانها 290 نسمة حسب تعداد اليمن لعام 2004.